# Lamachus coalitorius
Lamachus coalitorius là một loài tò vò trong họ Ichneumonidae.